# Quercus gambleana
Espèce
Classification phylogénétique
Quercus gambleana est une espèce de Chêne du sous-genre Cyclobalanopsis. L'espèce est présente en Inde, au Bangladesh et en Chine.